# Tadeusz Cymański
assinatura
Tadeusz Cymański (Nowy Staw; 6 de Junho de 1955 — ) é um político da Polónia. Ele foi eleito para a Sejm em 25 de Setembro de 2005 com 23518 votos em 25 no distrito de Gdańsk, candidato pelas listas do partido Prawo i Sprawiedliwość.
Ele também foi membro da Sejm 1997-2001 e Sejm 2001-2005.